# Francisco Santos Leal
Francisco (Paco) Santos Leal (Valladolid, 28 de maio de 1968) é um matemático espanhol, professor da Universidade de Cantábria, conhecido por encontrar um contraexemplo para a conjectura de Hirsch em combinatória poliédricas. Recebeu o Prêmio Fulkerson de 2015 por esta pesquisa.
Obteve uma licenciatura em matemática na Universidade de Cantábria em 1991, e um mestrado em matemática pura na Universidade Joseph Fourier em Grenoble no mesmo ano. Retornou para Cantábria para o doutorado, que completou em 1995, com a tese Geometría Combinatoria de Curvas Algebraicas y Diagramas de Deluanay en el Plano, orientado por Tomás Recio.
Foi palestrante convidado do Congresso Internacional de Matemáticos em Madrid (2006).